# Friedrich Leberecht Trüstedt

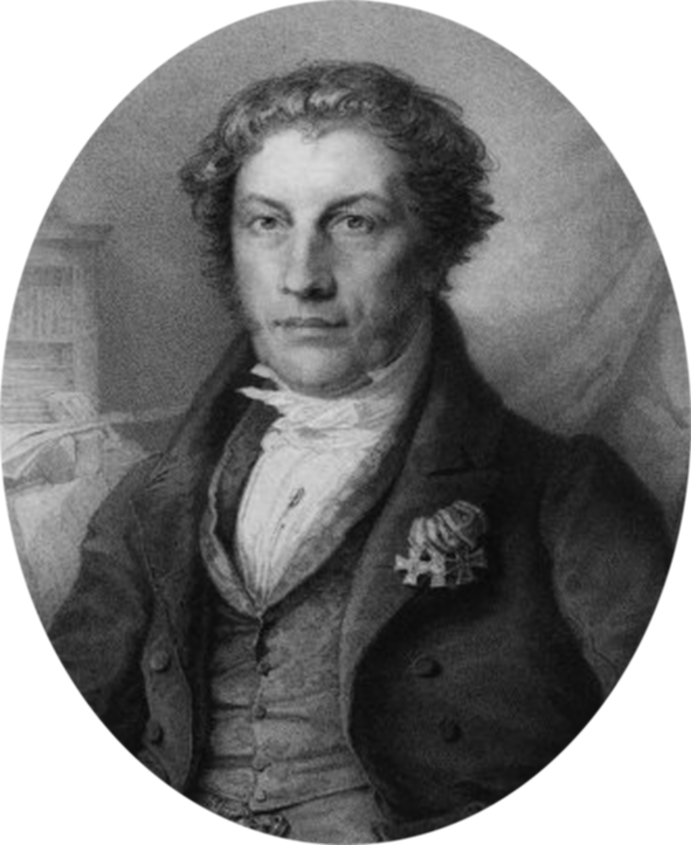
Friedrich Leberecht Trüstedt

Friedrich Leberecht Trüstedt (* 1. Februar 1791 in Berlin; † 19. November 1855 in Halberstadt) war ein deutscher Mediziner.

## Biografie
Nach einer militärchirurgischen Ausbildung am Friedrich-Wilhelms-Institut in Berlin diente er von 1812 bis 1814 in den Befreiungskriegen als Kompaniechirurg. Danach beendete er sein Medizinstudium in Berlin. 1816 wurde er mit einer Dissertation über Leistenbrüche promoviert. Anschließend war er unter Johann Nepomuk Rust Oberarzt am Friedrich-Wilhelms-Institut.
1820 wurde er praktischer Arzt in Magdeburg und 1823 Nachfolger von Wilhelm Voigtel (1767–1844) als Direktor der Hebammenlehranstalt. 1825 wurde er zum Regierungs-Medizinalrat ernannt. Damit stand er an der Spitze des Medizinalwesens im Regierungsbezirk Magdeburg. Von 1827 bis 1831 leitete er nebenamtlich die Medizinisch-chirurgische Lehranstalt in Magdeburg. Gleichzeitig war er Chefarzt der Inneren Klinik der Lehranstalt im Krankenhaus Altstadt.
Am 23. Dezember 1828 wurde ihm für seine Verdienste um das Medizinalwesen und um die Krankenpflege der Armen die Ehrenbürgerwürde der Stadt Magdeburg verliehen.
1831 wurde er zum Medizinalreferenten im Kultusministerium in Berlin berufen. Er habilitierte sich als Privatdozent und übernahm 1833 als außerordentlicher Professor für Pathologie, Therapie und Chirurgie die Leitung der Universitäts-Poliklinik in Berlin. 1849 nahm er seinen Abschied und zog sich nach Halberstadt zurück. Dort starb er am 19. November 1855 im Alter von 64 Jahren an den Folgen wiederholter Schlaganfälle.

## Werke
- De extensionis in solvendis herniis cruralibus incarceratis prae incisione praestantia. Dissertation, deutsch in Rust’s Magazin für Heilkunde, 1818, III.
- Die Begründung und Entwicklung der medicinchirurgischen Lehranstalt zu Magdeburg. 1828.
- Historisch-kritische Beiträge zur Beleuchtung der Frage über die Reform der Medicinalverfassung in Preussen. Berlin 1846.
- Versuch einer Feststellung der allgemeinen Grundsätze, welche den gerichtlichen Arzt bei Abfassung eines geforderten Gutachtens über die Tödtlichkeit einer Verletzung leiten müsse. Rust’s Magazin für Heilkunde, 1820, VIII).